# Héliosz (keresztnév)
A Héliosz görög mitológiai név, jelentése nap, napisten.

## Rokon nevek
- Ilián:[1] a Héliosz orosz változata.[3]

## Gyakorisága
Az 1990-es években a Héliosz és az Ilián szórványos név, a 2000-es években nem szerepelnek a 100 leggyakoribb férfinév között.

## Névnapok
- Héliosz: július 3.[2]
- Ilián: július 3.,[3] október 3.,[3] november 21.[3]

## Híres Hélioszok, Iliánok
- Hélio Castroneves brazil autóversenyző